# 500 Milhas de Indianápolis de 1950
Resultados das 500 Milhas de Indianápolis realizadas no Indianapolis Motor Speedway em 30 de maio de 1950. Trigésima quarta edição da prova, a mesma correspondeu também à terceira etapa do Campeonato Mundial de Fórmula 1. Nesta que foi a única corrida de Fórmula 1 realizada numa terça-feira, o vencedor foi o norte-americano Johnnie Parsons, da Kurtis Kraft-Offenhauser, que subiu ao pódio ladeado por Bill Holland e Mauri Rose, pilotos da Deidt-Offenhauser.

## Classificação da prova

### Treino classificatório
| Pos. | Nº | Piloto            | Equipe                         | Chassi                   | Motor                | Pneu | Tempo     | Diferença |
| ---- | -- | ----------------- | ------------------------------ | ------------------------ | -------------------- | ---- | --------- | --------- |
| 1    | 98 | Walt Faulkner     | Grant Piston Ring/Agajanian    | Kurtis Kraft 2000        | Offenhauser L4 4.5   | F    | 01:06,992 |           |
| 2    | 28 | Fred Agabashian   | Wynn's Friction / Kurtis-Kraft | Kurtis Kraft 3000        | Offenhauser L4 c 3.0 | F    | 01:07,774 | 00:00,782 |
| 3    | 31 | Mauri Rose        | Offenhauser/Howard Keck        | Deidt Tuffanelli Derrico | Offenhauser L4 4.5   | F    | 01:08,016 | 00:01,024 |
| 4    | 5  | George Connor     | Blue Crown Spark Plug/Moore    | Lesovsky ?               | Offenhauser L4 4.5   | F    | 01:08,097 | 00:01,105 |
| 5    | 1  | Johnnie Parsons   | Wynn's Friction / Kurtis-Kraft | Kurtis Kraft 1000        | Offenhauser L4 4.5   | F    | 01:08,158 | 00:01,166 |
| 6    | 49 | Jack McGrath      | Jack Hinkle                    | Kurtis Kraft 3000        | Offenhauser L4 4.5   | F    | 01:08,249 | 00:01,257 |
| 7    | 69 | Duke Dinsmore     | Brown Motors                   | Kurtis Kraft 2000        | Offenhauser L4 4.5   | F    | 01:08,698 | 00:01,706 |
| 8    | 14 | Tony Bettenhausen | Blue Crown Spark Plug/Moore    | Deidt Tuffanelli Derrico | Offenhauser L4 4.5   | F    | 01:08,729 | 00:01,737 |
| 9    | 17 | Joie Chitwood     | Ervin Wolfe                    | Kurtis Kraft 2000        | Offenhauser L4 4.5   | F    | 01:08,829 | 00:01,837 |
| 10   | 3  | Bill Holland      | Blue Crown Spark Plug/Moore    | Deidt Tuffanelli Derrico | Offenhauser L4 4.5   | F    | 01:08,974 | 00:01,982 |
| 11   | 59 | Pat Flaherty      | Granatelli-Sabourin/Grancor    | Kurtis Kraft 3000        | Offenhauser L4 4.5   | F    | 01:09,439 | 00:02,447 |
| 12   | 54 | Cecil Green       | John Zink/M.A. Walker          | Kurtis Kraft 3000        | Offenhauser L4 4.5   | F    | 01:09,714 | 00:02,722 |
| 13   | 18 | Duane Carter      | Murrell Belanger               | Stevens ???              | Offenhauser L4 c 3.0 | F    | 01:10,354 | 00:03,362 |
| 14   | 21 | Spider Webb       | Fadely-Anderson/R.A. Cott      | Maserati 8CTF            | Offenhauser L4 4.5   | F    | 01:10,364 | 00:03,372 |
| 15   | 81 | Jerry Hoyt        | Ludson Morris                  | Kurtis Kraft 2000        | Offenhauser L4 4.5   | F    | 01:10,486 | 00:03,494 |
| 16   | 2  | Myron Fohr        | Bardahl/Carl Marchese          | Marchese ???             | Offenhauser L4 4.5   | F    | 01:11,329 | 00:04,337 |
| 17   | 24 | Bayliss Levrett   | Richard Palmer                 | Adams ???                | Offenhauser L4 4.5   | F    | 01:11,607 | 00:04,615 |
| 18   | 45 | Dick Rathmann     | City of Glendale/A.J. Watson   | Watson Indy Roadster     | Offenhauser L4 4.5   | F    | 01:11,739 | 00:04,747 |
| 19   | 7  | Paul Russo        | Paul Russo & Ray Nichels       | Nichels ???              | Offenhauser L4 4.5   | F    | 01:11,812 | 00:04,820 |
| 20   | 4  | Walt Brown        | Tuffy's Offy                   | Kurtis Kraft 2000        | Offenhauser L4 4.5   | F    | 01:11,989 | 00:04,997 |
| 21   | 12 | Henry Banks       | Indianapolis Race Cars         | Maserati 8CTF            | Offenhauser L4 c 3.0 | F    | 01:12,419 | 00:05,427 |
| 22   | 67 | Bill Schindler    | Automobile Shippers/Rassey     | Snowberger ???           | Offenhauser L4 4.5   | F    | 01:12,826 | 00:05,834 |
| 23   | 8  | Lee Wallard       | Blue Crown Spark Plug/Moore    | Moore ???                | Offenhauser L4 4.5   | F    | 01:12,956 | 00:05,964 |
| 24   | 55 | Troy Ruttman      | Bowes Seal Fast Racing         | Lesovsky ?               | Offenhauser L4 4.5   | F    | 01:13,226 | 00:06,234 |
| 25   | 23 | Sam Hanks         | Merz Engineering/Milt Marion   | Kurtis Kraft 2000        | Offenhauser L4 4.5   | F    | 01:13,392 | 00:06,400 |
| 26   | 15 | Mack Hellings     | Tuffy's Offy                   | Kurtis Kraft 2000        | Offenhauser L4 4.5   | F    | 01:13,866 | 00:06,874 |
| 27   | 22 | Jimmy Davies      | Pat Clancy                     | Ewing ???                | Offenhauser L4 4.5   | F    | 01:14,016 | 00:07,024 |
| 28   | 76 | Jim Rathmann      | Pioneer Auto Repair/Lorenz     | Wetteroth ???            | Offenhauser L4 4.5   | F    | 01:14,252 | 00:07,260 |
| 29   | 27 | Walt Ader         | Sampson Manufacturing          | Rae ???                  | Offenhauser L4 c 3.0 | F    | 01:14,262 | 00:07,270 |
| 30   | 77 | Jackie Holmes     | Norm Olson                     | Olson Special            | Offenhauser L4 4.5   | F    | 01:14,392 | 00:07,400 |
| 31   | 75 | Gene Hartley      | Troy Oil / Joe Langley         | Langley ???              | Offenhauser L4 4.5   | F    | 01:14,651 | 00:07,659 |
| 32   | 61 | Jimmy Jackson     | Cummins Diesel                 | Kurtis Kraft 3000        | Cummins L6 c 3.0     | F    | 01:14,654 | 00:07,662 |
| 33   | 62 | Johnny McDowell   | Peter Wales Trucking           | Kurtis Kraft 2000        | Offenhauser L4 4.5   | F    | 01:15,394 | 00:08,402 |

### Corrida
| Pos.    | Nº | Piloto            | Equipe                         | Chassi                   | Motor                | Pneu | Voltas | Tempo            | Grid | Pontos |
| ------- | -- | ----------------- | ------------------------------ | ------------------------ | -------------------- | ---- | ------ | ---------------- | ---- | ------ |
| 1       | 1  | Johnnie Parsons   | Wynn's Friction / Kurtis-Kraft | Kurtis Kraft 1000        | Offenhauser L4 4.5   | F    | 138    | 2:46'55.97       | 5    | 9      |
| 2       | 3  | Bill Holland      | Blue Crown Spark Plug/Moore    | Deidt Tuffanelli Derrico | Offenhauser L4 4.5   | F    | 137    |                  | 10   | 6      |
| 3       | 31 | Mauri Rose        | Offenhauser/Howard Keck        | Deidt Tuffanelli Derrico | Offenhauser L4 4.5   | F    | 137    |                  | 3    | 4      |
| 4       | 54 | Cecil Green       | John Zink/M.A. Walker          | Kurtis Kraft 3000        | Offenhauser L4 4.5   | F    | 137    |                  | 12   | 3      |
| 5       | 17 | Joie Chitwood     | Ervin Wolfe                    | Kurtis Kraft 2000        | Offenhauser L4 4.5   | F    | 82     |                  | 9    | 1      |
| -       | 17 | Tony Bettenhausen | Ervin Wolfe                    | Kurtis Kraft 2000        | Offenhauser L4 4.5   | F    | 54     |                  | 9    | 1      |
| 6       | 8  | Lee Wallard       | Blue Crown Spark Plug/Moore    | Moore ???                | Offenhauser L4 4.5   | F    | 136    |                  | 23   |        |
| 7       | 98 | Walt Faulkner     | Grant Piston Ring/Agajanian    | Kurtis Kraft 2000        | Offenhauser L4 4.5   | F    | 135    |                  | 1    |        |
| 8       | 5  | George Connor     | Blue Crown Spark Plug/Moore    | Lesovsky ?               | Offenhauser L4 4.5   | F    | 135    |                  | 4    |        |
| 9       | 7  | Paul Russo        | Paul Russo & Ray Nichels       | Nichels ???              | Offenhauser L4 4.5   | F    | 135    |                  | 19   |        |
| 10      | 59 | Pat Flaherty      | Granatelli-Sabourin/Grancor    | Kurtis Kraft 3000        | Offenhauser L4 4.5   | F    | 135    |                  | 11   |        |
| 11      | 2  | Myron Fohr        | Bardahl/Carl Marchese          | Marchese ???             | Offenhauser L4 4.5   | F    | 133    |                  | 16   |        |
| 12      | 18 | Duane Carter      | Murrell Belanger               | Stevens ???              | Offenhauser L4 c 3.0 | F    | 133    |                  | 13   |        |
| 13      | 15 | Mack Hellings     | Tuffy's Offy                   | Kurtis Kraft 2000        | Offenhauser L4 4.5   | F    | 132    |                  | 26   |        |
| 14      | 49 | Jack McGrath      | Jack Hinkle                    | Kurtis Kraft 3000        | Offenhauser L4 4.5   | F    | 131    | Rotação          | 6    |        |
| 15      | 55 | Troy Ruttman      | Bowes Seal Fast Racing         | Lesovsky ?               | Offenhauser L4 4.5   | F    | 130    |                  | 24   |        |
| 16      | 75 | Gene Hartley      | Troy Oil / Joe Langley         | Langley ???              | Offenhauser L4 4.5   | F    | 128    |                  | 31   |        |
| 17      | 22 | Jimmy Davies      | Pat Clancy                     | Ewing ???                | Offenhauser L4 4.5   | F    | 128    |                  | 27   |        |
| 18      | 62 | Johnny McDowell   | Peter Wales Trucking           | Kurtis Kraft 2000        | Offenhauser L4 4.5   | F    | 128    |                  | 33   |        |
| 19      | 4  | Walt Brown        | Tuffy's Offy                   | Kurtis Kraft 2000        | Offenhauser L4 4.5   | F    | 127    |                  | 20   |        |
| 20      | 21 | Spider Webb       | Fadely-Anderson/R.A. Cott      | Maserati 8CTF            | Offenhauser L4 4.5   | F    | 126    |                  | 14   |        |
| 21      | 81 | Jerry Hoyt        | Ludson Morris                  | Kurtis Kraft 2000        | Offenhauser L4 4.5   | F    | 125    |                  | 15   |        |
| 22      | 27 | Walt Ader         | Sampson Manufacturing          | Rae ???                  | Offenhauser L4 c 3.0 | F    | 123    |                  | 29   |        |
| 23      | 77 | Jackie Holmes     | Norm Olson                     | Olson Special            | Offenhauser L4 4.5   | F    | 123    | Rotação          | 30   |        |
| 24      | 76 | Jim Rathmann      | Pioneer Auto Repair/Lorenz     | Wetteroth ???            | Offenhauser L4 4.5   | F    | 122    |                  | 28   |        |
| 25      | 12 | Henry Banks       | Indianapolis Race Cars         | Maserati 8CTF            | Offenhauser L4 c 3.0 | F    | 71     |                  | 21   |        |
| -       | 12 | Fred Agabashian   | Indianapolis Race Cars         | Maserati 8CTF            | Offenhauser L4 c 3.0 | F    | 41     | Condução de óleo | 21   |        |
| 26      | 67 | Bill Schindler    | Automobile Shippers/Rassey     | Snowberger ???           | Offenhauser L4 4.5   | F    | 111    | Juntado          | 22   |        |
| 27      | 24 | Bayliss Levrett   | Richard Palmer                 | Adams ???                | Offenhauser L4 4.5   | F    | 105    |                  | 17   |        |
| -       | 24 | Bill Cantrell     | Richard Palmer                 | Adams ???                | Offenhauser L4 4.5   | F    | 3      | Pressão de óleo  | 17   |        |
| 28      | 28 | Fred Agabashian   | Wynn's Friction / Kurtis-Kraft | Kurtis Kraft 3000        | Offenhauser L4 c 3.0 | F    | 64     | Condução de óleo | 2    |        |
| 29      | 61 | Jimmy Jackson     | Cummins Diesel                 | Kurtis Kraft 3000        | Cummins L6 c 3.0     | F    | 52     | Compressor       | 32   |        |
| 30      | 23 | Sam Hanks         | Merz Engineering/Milt Marion   | Kurtis Kraft 2000        | Offenhauser L4 4.5   | F    | 42     | Pressão de óleo  | 25   |        |
| 31      | 14 | Tony Bettenhausen | Blue Crown Spark Plug/Moore    | Deidt Tuffanelli Derrico | Offenhauser L4 4.5   | F    | 30     | Roda             | 8    |        |
| 32      | 45 | Dick Rathmann     | City of Glendale/A.J. Watson   | Watson Indy Roadster     | Offenhauser L4 4.5   | F    | 25     | Motor            | 18   |        |
| 33      | 69 | Duke Dinsmore     | Brown Motors                   | Kurtis Kraft 2000        | Offenhauser L4 4.5   | F    | 10     | Fuga de óleo     | 7    |        |
| Fontes: |    |                   |                                |                          |                      |      |        |                  |      |        |